# Sigmatomera (Sigmatomera) varicornis
Sigmatomera (Sigmatomera) varicornis is een tweevleugelige uit de familie steltmuggen (Limoniidae). De soort komt voor in het Neotropisch gebied.